# Col de Portes
Pour l’article ayant un titre homophone, voir Col de Porte.
Le col de Portes est un col de montagne situé à 1 010 m d'altitude dans le Bugey, dans la partie méridionale du massif du Jura, à proximité de la chartreuse de Portes, sur la D 99, entre la Cluse des Hôpitaux et le Rhône. Le col se situe précisément sur la commune de Bénonces.
Il y a une chartreuse et un calvaire à proximité.

## Cyclisme
C'est un col très apprécié des cyclotouristes car ses routes d'accès sont peu fréquentées et ses panoramas variés (massif de la Chartreuse, massif du Vercors, chaîne de Belledonne, monts du Lyonnais, Grand Colombier, plateau de Crémieu, plaine de l'Ain et du Rhône, etc.).
Depuis 2019, une confrérie cycliste organisée par la Roue sportive de Meximieux (club cycliste local) propose de relever le défi de franchir le seuil de ce col de deux à cinq fois au cours de la même journée. Cette confrérie se nomme les Toqués du Col de Portes.

### Tour de France
Le Tour de France 2003 y est passé au cours de la 7e étape, le 12 juillet 2003, entre Lyon et Morzine. L'Italien Paolo Bettini passe en tête au sommet et Richard Virenque remporte l'étape. Le col est alors classé en 2e catégorie.

### Tour de l'Ain
Le col de Portes a été franchi sur la 2e étape du Tour de l'Ain 2021. Rémy Rochas le franchit en tête tandis que l'Allemand Georg Zimmermann remporte l'étape.